# Analogia (diritto)
L'analogia, in diritto, è un procedimento logico di carattere interpretativo, utilizzato nel diritto in relazione all'attività di giurisdizione. Esso ha luogo allorquando, a fronte di una lacuna dell'ordinamento giuridico, il giudice si veda nella necessità di dover offrire un obiettivo criterio di valutazione giuridica, in ordine a categorie di soggetti o di rapporti, il cui status o la cui regolamentazione non appaia espressamente contemplata dalla lettera della norma.

## Caratteristiche
Premessa necessaria al ricorso all'analogia legis è il riscontro di una medesima giustificazione economico-giuridica (o ratio) a fondamento nei due casi: quello contemplato e quello non contemplato dalla legge. È ciò che, già nel Digesto, si soleva esprimere attraverso il brocardo latino "ubi eadem legis ratio, ibi eadem legis dispositio" (Trad. "ove ricorre la medesima ratio legis, lì deve ricorrere la medesima disposizione").
L'analogia consiste, quindi, nel ricavare una regola di giudizio per quel caso concreto che non appaia espressamente disciplinato dalla legge, tramite l'applicazione della norma prevista per un caso che appaia simile per ratio (analogia legis), oppure tramite l'applicazione dei principi generali dell'ordinamento giuridico(analogia juris).

## Tipologie
L'analogia può essere di due specie:
- analogia legis, consistente nell'applicare ad una fattispecie non regolata la disciplina di un'altra fattispecie, regolata dall'ordinamento, ritenendo che la ratio che ha indotto il legislatore a disciplinare quest'ultima lo avrebbe potuto coerentemente indurre a disciplinare nello stesso modo la prima;
- analogia iuris, consistente nel desumere la disciplina della fattispecie non regolata direttamente, dai principi generali dell'ordinamento, quando anche il ricorso all'analogia legis non è possibile.

Si deve, però, considerare che l'uno e l'altro procedimento analogico si caratterizzano per il risalire dal caso concreto ad un principio, o ratio, che consiglia per lo stesso un determinato trattamento: nel caso della analogia legis di tale principio è già disponibile una esemplificazione (nella disposizione la cui applicazione si va ad estendere), nella analogia iuris la esemplificazione manca (anche se il principio, comunque, è ricostruito attraverso esempi).

## Nel mondo

### Italia
Nell'ordinamento giuridico italiano il ricorso all'analogia è disciplinato dall'art. 12, 2° co., delle disposizioni sulla legge in generale (o preleggi), poste in capo al Codice Civile. Sono previste delle eccezioni ai sensi dell'art. 14 delle preleggi. Il procedimento analogico è esplicitamente escluso in relazione a:
- leggi penali in malam partem in ossequio al principio del favor rei e al principio di legalità, secondo il quale ogni fattispecie penale deve essere tassativamente indicata dalla legge;
- leggi eccezionali che, in quanto tali, presentano appunto una particolare ratio. Ponendosi come eccezione o deroga rispetto alla disciplina generale degli altri casi, la legislazione speciale non può quindi essere estesa per analogia a soggetti, casi, luoghi e tempi non esplicitamente contemplati dalla lettera della norma).[2]

All'analogia si fa ricorso nell'interpretazione della legge civile, per evitare che il giudice, cui è devoluta una controversia, non trovi nell'ordinamento giuridico una norma che sia esattamente calzante per la fattispecie che egli deve esaminare (si dice in proposito che la legge civile non ha lacune).
Per il principio del favor rei, nel diritto penale deve applicarsi sempre la norma più favorevole all'imputato, e pertanto, in linea generale, quella branca giuridica esclude il ricorso all'analogia per il principio di tassatività tipica di tale branca del diritto..